# Polysteganus
Polysteganus is een geslacht van straalvinnige vissen uit de familie van zeebrasems (Sparidae). Het geslacht is voor het eerst wetenschappelijk beschreven in 1870 door Klunzinger.

## Soorten
- Polysteganus baissaci Smith, 1978
- Polysteganus coeruleopunctatus (Klunzinger, 1870)
- Polysteganus praeorbitalis (Günther, 1859)
- Polysteganus undulosus (Regan, 1908)
- Polysteganus mascarenensis Iwatsuki & Heemstra, 2011